# Harrisville (Utah)
Harrisville – miasto w Stanach Zjednoczonych, w stanie Utah, w hrabstwie Weber.